# 泉福寺駅
泉福寺駅（せんぷくじえき）は、長崎県佐世保市瀬戸越四丁目にある松浦鉄道西九州線の駅。長崎県立佐世保工業高等学校の最寄り駅であるため、朝夕は生徒で賑わう。

## 歴史
- 1926年（大正15年）4月1日：佐世保鉄道が左石 - 上佐世保間旧線（国有化後改軌工事に伴い廃止）上に泉福寺停留所を開設[1]。
- 1936年（昭和11年）10月1日：佐世保鉄道国有化に伴い、鉄道省松浦線の泉福寺駅となる[2]。
- 1943年（昭和18年）8月30日：改軌工事に伴う路線切替時に廃止[2]。
- 1989年（平成元年）3月11日：現在の松浦鉄道泉福寺駅が開設[2]。

## 駅構造
単式ホーム1面1線を有する地上駅。無人駅で駅舎は無いが、待合室がある。ホーム両端が出入口となっている。佐世保市内の松浦鉄道の駅では2駅にトイレが無いが、その内の一つの駅である。
2024年（令和6年）3月に佐世保市と松浦市の5駅の駅名標について、かな表記から漢字表記に改めるとともに最寄りの高校名をサブ駅名として加えたものにリニューアルされ、泉福寺駅では「佐世保工業高等学校・西海学園高等学校最寄り駅」のサブ駅名を加えた駅名標にリニューアルされた。

## 利用状況
2023年度の1日平均乗降人員は1,135人である。
| 年度               | 1日平均 乗降人員 |
| ------------------ | ---------------- |
| 2019年（令和元年） | 983              |
| 2020年（令和02年） | 816              |
| 2021年（令和03年） | 857              |
| 2022年（令和04年） | 968              |
| 2023年（令和05年） | 1,135            |

## 駅周辺
- 長崎県立佐世保工業高等学校
- 佐世保市立春日小学校
- GEO佐世保大野店
- 長崎労災病院
- 佐世保愛恵病院
- 泉福寺洞窟
- 大智庵城址
- 共立自動車学校・大野
- エレナ 大野店
- 国道498号

## 隣の駅
松浦鉄道
■西九州線
快速
左石駅 - 泉福寺駅 - 北佐世保駅
普通
左石駅 - 泉福寺駅 - 山の田駅